# Грохот знешламлювальний

Дугове сито

.

Грохот знешламлювальний (англ. desliming screen, нім. Entschlammungssieb n) — грохот для виділення зернистого матеріалу з оборотної води вуглезбагачувальної фабрики після попередньої концентрації твердого із застосуванням або без застосування бризкал.
Як знешламлювальний грохот найчастіше використовують дугові і конусні грохоти (СД і ГК) для мокрого грохочення дрібного і тонкого матеріалу. Зокрема, дугові сита встановлюють для знешламлення матеріалу перед відсаджувальними машинами.